# 安溪城隍
安溪城隍，又稱清溪城隍，是福建省泉州安溪縣（古稱清溪縣）的城隍神，清乾隆《安溪縣志》記載有城隍保佑縣令制服猛虎、逼退匪徒、指証嫌犯等事。清道光皇帝敕賜「欽加普護清溪顯佑伯」。
五代後周顯德三年（956年）首任縣令詹敦仁於清溪縣（今安溪）建造廟宇奉祀。明洪武元年（1368年）重建；明景泰二年（1451年）縣令谷廷怡、吴英修，典史蔡珍建后堂三间；明嘉靖十八年（1539年）縣令殷骛、縣尉邹奇重建；明嘉靖四十四年（1565年）縣令蔡常毓重建；清康熙十二年（1673年）縣令谢宸荃重修前后殿宇；清康熙四十年（1701年）縣令戎式弘重修，縣令曹续修；康熙五十四年（1715年）縣令曾之传新建后堂住持丈室；乾隆十年（1745年）縣令何隆遇铺拜亭前石坪；乾隆二十年（1755年）縣令庄成重修；1941年，庙中神像被国民党兵团所毁；1953年，迁在東嶽殿檀樾祠奉祀。1990年新加坡侨亲陈美英女士捐巨资重建，定东岳寺东侧为新庙址。三进殿宇完工之后，又有新加坡韭菜芭城隍庙及杨桃园城隍庙联谊会捐资续建四、五两进殿宇。继而再有诸多善信捐建其他设施。新庙重建工程于1992年完工。城隍新庙与東嶽殿并肩联臂五进殿堂，顺山势递升。主体建筑为重檐歇山式，穿斗式，面宽、进深各五间，全庙红墙碧瓦雕龙刻凤。

## 安溪（清溪）城隍
安溪城隍庙主神“敇封钦加普护清溪显佑伯”，自宋朝以来因有功于朝廷，皇帝钦赐封号、龙袍、玉印。公元956年農曆5月28日安溪城隍廟始建日，公元960農曆4月15日竣工。後人將始建日為安溪城隍爺祭典紀念，竣工日為安溪城隍夫人祭典紀念，每年清明节前后举行春巡迎傩盛会，海内外善信近万人参加，盛况空前。
安溪城隍曾在泉州府五縣（安溪、南安、晉江、同安、惠安）顯靈，護佑百姓免受水旱風蝗等災苦，因此接連兩次受到朝廷敕令褒封，宋天子賜金冠、玉印，封伯爵。據說，安溪城隍曾化身醫師，為宋朝太后治癒痼疾，帝解龍袍以酬其功。
城隍廟是名符其實的陽廟，城隍一詞文獻中最早出於《周易．泰卦》：「城復於隍」。
「城」指城牆；「隍」指護城河。《禮記》有云：「天子大蜡八，水庸居七」意思就是說古代天子祭祀八種神，水庸居第七，庸則城，水則隍，既然天子皇帝會去祭祀的神，就不是陰神。
每一位城隍爺在世時均是有功社稷的忠義之士，所以城隍廟當然是陽廟，只不過城隍爺執掌陰間事務，所以城隍爺被常誤認為是陰神。
一般陰廟都是未受加封，例如：水流公媽、萬聖公媽、有應公、姑娘廟、石頭公、樹王公、十八王公⋯⋯都算陰神。陰神住的廟都是陰廟，且沒廟門或不關廟門，簡稱「三片壁」{台語}
民間傳聞安溪城隍爺剛正不阿、正氣凜然，是冥府掌管司法階級的長官，若聽聞城隍爺出巡，魑魅魍魎、山精水怪或一般孤魂野鬼，早就喪魂失魄、驚慌失措、逃之夭夭；豈能讓祢胡作非為，何來城隍廟聚集陰魂之說呢！古話曾說：「宅中城隍坐，百陰萬邪驚」
相信敬奉「城隍爺」的信眾不會變壞。城隍廟常有一句對聯「作事奸邪，盡汝燒香無益；居心正直，見我不拜何妨！」意思是做壞事不改進，燒香敬拜各大小廟，皆無意義；如果為人正直盡孝，就算進了廟宇見了神，不燒香不禮拜，神也不會責怪。

## 註解
1. ↑  「正德上章執徐（1520年）春仲甲申，吉水龔公令安溪之四月，憫茲邑民，久罹虎患，乃焚文於城隍之祠，矢神必獲。越翼日乙酉，果戮其一；越三日戊子，又戮其一，民胥神之。」時教諭鄒魯曾目擊其事，特作《戮雙虎賦》。
2. ↑  「康熙十六年（1677年）七月二十八日，蔡寅率眾數千突至安溪，正欲攻城，忽見有甲騎自東門出。蔡疑有援兵至，遂驚退。時共以為城隍顯靈，邑令李鈺大書『保我黎民』匾額，並識其事於廟。」
3. ↑  「乾隆二十年（1755年）正月十一日，縣民陳福挾仇將田主王益讓殺死於後塘隴地方，屢審，堅不承認。邑令莊成齋戒沐浴，具牒親禱於城隍神。翌日，帶犯赴廟復訊，冤魂忽附於犯妻黃氏身上，向伊夫歷歷質證，並將凶器指出。福始俯首無辭，案乃定。觀者無不稱異。莊令題匾於廟，以紀其事。